# يو إف سي 304
يو إف سي 304: إدواردز ضد محمد (بالإنجليزية: UFC 304: Edwards vs Muhammad 2)‏ هو حدث لفنون القتال المختلطة نظمته يو إف سي، وأُقيم في 27 يوليو 2024، على كو أوب لايف في مدينة مانشستر بإنجلترا.

## النتائج
1. ↑  على لقب بطولة يو إف سي لوزن الوسط.
2. ↑  على لقب بطولة يو إف سي للوزن الثقيل المؤقت.

## الجوائز الإضافية
حصل المقاتلون التاليون على مكافآت.
- قتال الليلة: لم تُمنح.
- أداء الليلة (200،000 دولار): بادي بيمبليت
- أداء الليلة (100،000 دولار): توم أسبينال وميك باركين